# ECW (WWE)
ECW was een professioneel worsteltelevisieprogramma, dat geproduceerd werd door World Wrestling Entertainment (WWE) en gebaseerd was op het vroegere Extreme Championship Wrestling, dat werd uitgezonden van 1992 tot en met 2001. Op 13 juni 2006 werd de WWE ECW gelanceerd. Wekelijks worden de series uitgezonden via de televisie. De ECW-brand is een van de drie brands van de WWE. De andere twee brands zijn SmackDown! en Raw.
De ECW-programma's kunnen bekeken worden op Syfy in de Verenigde Staten, X-Treme Sports en Global in Canada, Sky Sports 3 in Groot-Brittannië en in Ierland, Sky Italia in Italië, Première in Duitsland, MTV3 MAX in Finland, FX Latin America in Latijns-Amerika, Ten Sports in India, Astro in Maleisië, Jack TV in the Filipijnen, FOX8 in Australië, The BOX in Nieuw-Zeeland, tvN in Zuid-Korea, e.tv in Zuid-Afrika, SIC Radical in Portugal, Sportmanía in Spanje en Showtime Arabia ShowSports 4 in Saoedi-Arabië en in het Midden-Oosten.

## Autoriteitsfiguren

### General Managers
| General Manager | Data                            | Bijzonderheden                                                                     |
| --------------- | ------------------------------- | ---------------------------------------------------------------------------------- |
| Paul Heyman     | 13 juni 2006 - 4 december 2006  | Heyman nam ontslag nadat Big Show zijn ECW Championship had verloren               |
| Armando Estrada | 14 augustus 2007 - 3 juni 2008  |                                                                                    |
| Theodore Long   | 3 juni 2008 - 7 april 2009      | Tiffany werd tijdens de periode van Long als "General Manager Assistant" geworden. |
| Tiffany         | 30 juni 2009 - 16 februari 2010 | Tiffany werd van 7 april 2009 tot 30 juni 2009 "Interim General Manager"           |

### Commentatoren
| Commentatoren                | Data                               |
| ---------------------------- | ---------------------------------- |
| Joey Styles en Tazz          | 13 juni 2006 - 15 april 2008       |
| Mike Adamle en Tazz          | 15 april 2008 - 22 juli 2008       |
| Todd Grisham en Tazz         | 29 juli 2008 - 5 augustus 2008     |
| Todd Grisham en Matt Striker | 5 augustus 2008 - 31 maart 2009    |
| Josh Mathews en Matt Striker | 7 april 2009 - 20 oktober 2009     |
| Josh Mathews en Byron Saxton | 27 oktober 2009 - 16 februari 2010 |

### Ringaankondigers
| Naam           | Data                                |
| -------------- | ----------------------------------- |
| Justin Roberts | 13 juni 2006 - 18 september 2007    |
| Tony Chimel    | 25 september 2007 - september 2009  |
| Lauren Mayhew  | 6 oktober 2009 - 17 november 2009   |
| Savannah       | 15 december 2009 - 16 februari 2010 |